# تالبرگ
تالبرگ (به سوئدی: Tällberg) یک منطقهٔ مسکونی در سوئد است که در Leksand Municipality واقع شده‌است.

## خصوصیات
تالبرگ ۳٫۰۸ کیلومترمربع مساحت و ۶۰۶ نفر جمعیت دارد.